# Дышев, Сергей Михайлович
Сергей Михайлович Дышев (15 июля 1956 — 1 марта 2022) — русский писатель и журналист, полковник полиции, главный редактор телередакции МВД РФ (на 2012 год). Автор ряда документальных и художественных книг, известен также как автор сценария к документальному телесериалу «Криминальная Россия».

## Биография
Сергей Михайлович Дышев родился 15 июля 1956 года в городе Вытегра Вологодской области. Окончил Львовское высшее военно-политическое училище и Военно-политическую академию имени В. И. Ленина. С 1982 по 1984 год был корреспондентом в газете «Фрунзовец» Туркестанского военного округа. Участвовал в Афганской войне. Работал журналистом газеты «Красная звезда».
С 2002 по 2013 год занимал должность главного редактора телередакции МВД.
Автор более ста сценариев документальных фильмов и свыше 30 книг.
Главный редактор федерального журнала «Участковый». Проживал с семьей в Москве. Являлся членом Союза писателей России и лауреатом премии Союза журналистов РФ. Брат писателя Андрея Дышева.
Скончался 1 марта 2022 года после продолжительной болезни.

## Фильмография
- «Криминальная Россия» (документальный сериал, 1995—2007) — сценарист.
- «Девять апельсинов» (сериал, 2008) — сценарист.
- «Судьба партизана» (документальный фильм, 2010) — руководитель съёмочной группы[4].
- «Не укради!» (2011) — сценарист.